# Kukernag
Kukernag là một thị xã và là nơi đặt ủy ban khu vực quy hoạch (notified area committee) của quận Anantnag thuộc bang Jammu và Kashmir, Ấn Độ.

## Nhân khẩu
Theo điều tra dân số năm 2001 của Ấn Độ, Kukernag có dân số 4858 người. Phái nam chiếm 68% tổng số dân và phái nữ chiếm 32%. Kukernag có tỷ lệ 63% biết đọc biết viết, cao hơn tỷ lệ trung bình toàn quốc là 59,5%: tỷ lệ cho phái nam là 77%, và tỷ lệ cho phái nữ là 33%. Tại Kukernag, 9% dân số nhỏ hơn 6 tuổi.